# 704 a.C.

## Eventos
- 19a olimpíada: Meno de Mégara, vencedor do estádio.[1]